# گندفر سوم

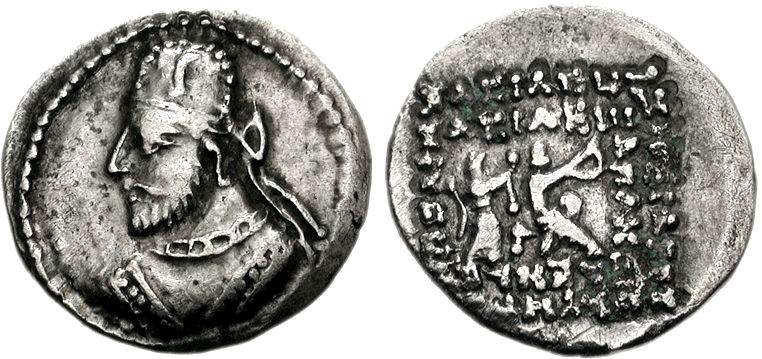
سکه اورتاگنس (گندفر سوم). ضرب شده در سکستان. نمای نیم تنه پادشاه. در پشت سکه اورتاگنس، با کمانی در دست، در سمت راست نشسته، و توسط نیکه تاج گذاری می‌کند.

گندفر سوم گادانا (به خروشتی: 𐨒𐨂𐨡𐨥𐨪 𐨒𐨂𐨜𐨣 Gu-da-pha-ra Gu-ḍa-na Gudaphara Guḍana)، یا اورتاگنس (به یونانی: ΟΡΘΑΓΝΗΣ Orthagnēs)، یکی از پادشاهان پادشاهی سورن بود. او ممکن است حدود ۲۰ تا ۳۰ پس از میلاد (۲۵ تا ۵۵ پس از میلاد به گفته میچینر) حکومت کرده باشد. او یکی از جانشینان گندفر بود که همراه با ابداگاسس، ساسس، گندفر دوم و پاکورس به‌طور هم‌زمان حکومت می‌کرد. احتمالاً محدوده حکومت او از آراخوسیا تا پنجاب شرقی بوده باشد.